# Albin Kurti
Albin Kurti (Pristina, 24 de marzo de 1975) es un político kosovar, primer ministro de la República de Kosovo desde el 22 de marzo de 2021, y anteriormente entre el 3 de febrero y el 3 de junio de 2020. Fundador del partido izquierdista Autodeterminación (Vetëvendosje) y diputado de la Asamblea de Kosovo.

## Biografía
Kurti nació y se crio en Pristina, la capital de Kosovo. Su padre, Zaim Kurti, proviene de una familia albanesa de la aldea de Sukobin, en el municipio de Ulcinj, Montenegro. Siendo ingeniero, se mudó a Pristina en busca de empleo. Su madre, Arife Kurti, es maestra de primaria jubilada, nacida y educada en Pristina. En su juventud militó en el sindicato de estudiantes de la Universidad de Pristina, del que llegó a ser vicepresidente en 1997. Se graduó en 2003 en Ingeniería de Telecomunicaciones e Informática en la Facultad de Ingeniería de la Universidad de Pristina. Defensor de la autodeterminación de Kosovo, durante años organizó manifestaciones contra la autoridad de Yugoslavia y su presidente Slobodan Milošević. Cuando la Guerra de Kosovo estalló en 1999, trabajó en la portavocía del Ejército de Liberación de Kosovo, a las órdenes de Adem Demaçi. La policía yugoslava le detuvo en abril del mismo año por «amenazar la integridad territorial del país», razón por la que la organización Amnistía Internacional le consideraba preso político. Fue condenado a 15 años de cárcel y posteriormente liberado en diciembre de 2001, un año después del derrocamiento de Milošević.
Después de su liberación, se convirtió en destacado activista de la ONG Kosova Action Network, que reclamaba la salida de la Misión de Administración Provisional de las Naciones Unidas. En 2004 fue uno de los fundadores de Autodeterminación (Vetëvendosje), un movimiento social de izquierdas favorable al derecho a la autodeterminación y contrario a negociar con los gobiernos de Serbia y la Unión Europea. Tres años después, Kurti fue detenido después de que una protesta independentista convocada por Vetëvendosje terminase en graves incidentes con la EULEX.
Kosovo declaró unilateralmente su independencia de Serbia el 17 de febrero de 2008, pasando a ser un estado sin reconocimiento internacional pleno. El movimiento Vetëvendosje se mantuvo activo por la crisis económica y social del nuevo estado. Kurti se convirtió en un líder político contrasistema, que apoyaba el control de recursos como la policía o la energía, la lucha contra la corrupción, y la autodeterminación del pueblo kosovar hacia una posible integración con Albania en un único estado. Albin Kurti subraya que «no nos consideramos nacionalistas, con todo el potencial de violencia y guerra que hay en los Balcanes. Sin embargo, creemos que la nación sigue siendo un concepto importante. No debe dejarse en manos de la derecha». En particular, reclama el derecho a la autodeterminación, que podría llevar a un referéndum sobre la unión de Kosovo y Albania. En materia económica, quiere romper con el modelo elegido por todos los países balcánicos, basado en la privatización y la inversión extranjera.
En 2010 Vetëvendosje se presentó a las elecciones parlamentarias, siendo la tercera fuerza nacional con 13 diputados y el 12,69% de los sufragios. Y en los comicios de 2014 mejoró sus resultados al obtener 16 diputados y un porcentaje del 13,59%.
En octubre de 2015, Kurti fue arrestado durante un par de días por lanzar un bote de gas lacrimógeno a la Asamblea de Kosovo, en protesta por el acercamiento del presidente Hashim Thaçi con Serbia. Su arresto causó disturbios en Pristina entre los simpatizantes de Vetëvendosje y la policía.
Su compromiso contra la corrupción le valió el apodo de «Robespierre de Kosovo». En las elecciones parlamentarias de 2021, se alió con Vjosa Osmani, presidente del parlamento y ex dirigente de la LDK, de la que fue expulsada.
Las declaraciones pro-israelíes de Albin Kurti en el conflicto israelí-palestino en 2021, aparentemente debido a la dependencia de Kosovo de Estados Unidos, sorprendieron y decepcionaron a muchos de sus partidarios.